# Mansarda

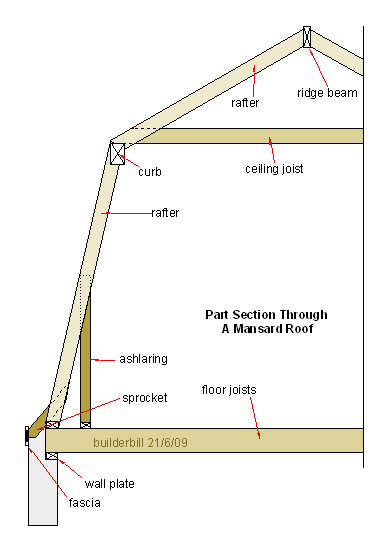
Krov mansardové střechy

Mansarda je obytný prostor nebo malý byt v podkroví, v užším významu („pravá mansarda“) jen v domě s mansardovou střechou. Naopak v širším smyslu může mansarda znamenat i celé obyvatelné podkroví vůbec.

## Historie

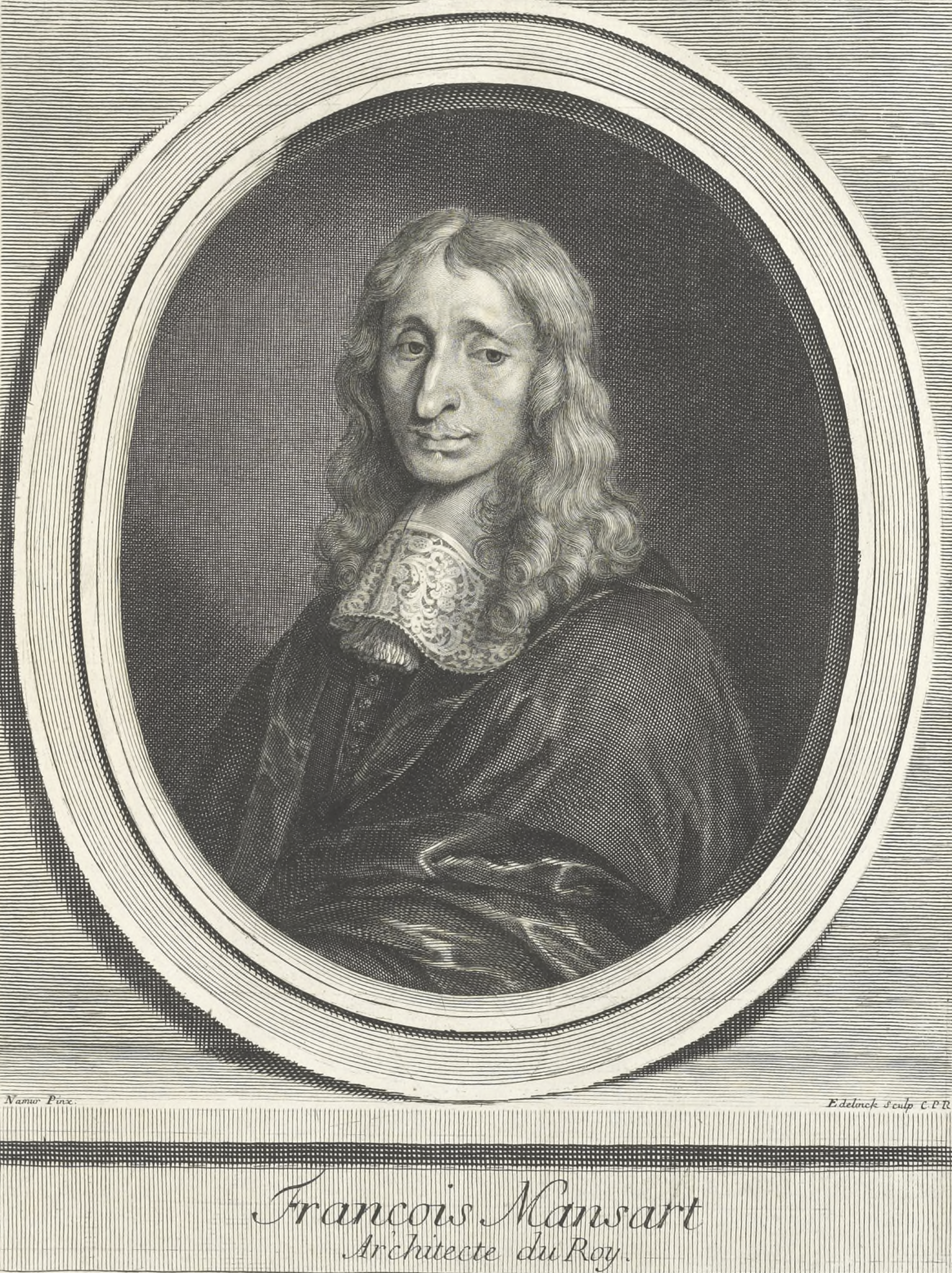
François Mansart

U velkých barokních paláců nebylo snadné postavit sedlovou střechu, protože trámy krokví musely být velmi dlouhé. Proto už v 16. století začali někteří architekti navrhovat lomené sedlové a valbové střechy s dvojím různým sklonem střechy. Jedním z nejstarších příkladů je palác Louvre v Paříži (kolem roku 1550). Tento typ pak proslavil francouzský architekt François Mansart (1598–1666), podle něhož se mansardy jmenují. Důvodem častého používání bylo to, že se v té době platily daně z jednotlivých podlaží. Od poloviny 18. století jsou tyto střechy i v Česku běžné, například u zámků, klášterů a farních budov. V 19. století se užívaly i u činžovních domů, protože využívaly prostor pod krovem. Odtud se význam slova rozšířil i na podkrovní pokojíky a chudé byty vůbec, a protože v nich často bydleli studenti a umělci, odehrává se řada básní a povídek právě v mansardách.

## Mansardová střecha
U mansardové střechy jsou krokve lomené s větším a menším sklonem a kleštiny i vaznice jsou posunuty výš, právě do roviny tohoto zlomu. Tím pod nimi vznikl velký volný prostor, který se dal využít a zastavět. Mansardové pokojíky měly v typickém případě mírně skosenou vnější stěnu a výrazný okenní výklenek, jehož čelní stěna stála na obvodové stěně budovy. Jinak se pravá mansardová střecha vyznačuje právě tím, že už i její spodní část ustupuje za rovinu fasády, kdežto tzv. nepravá mansardová střecha je ve skutečnosti sedlová nebo valbová střecha, na niž dole navazuje taškové obložení vrchního patra budovy. To naopak vystupuje vůči fasádě dopředu. Mansardové střechy se kryly taškami nebo prejzy, někdy i břidlicí, šindelem nebo došky.

## Galerie

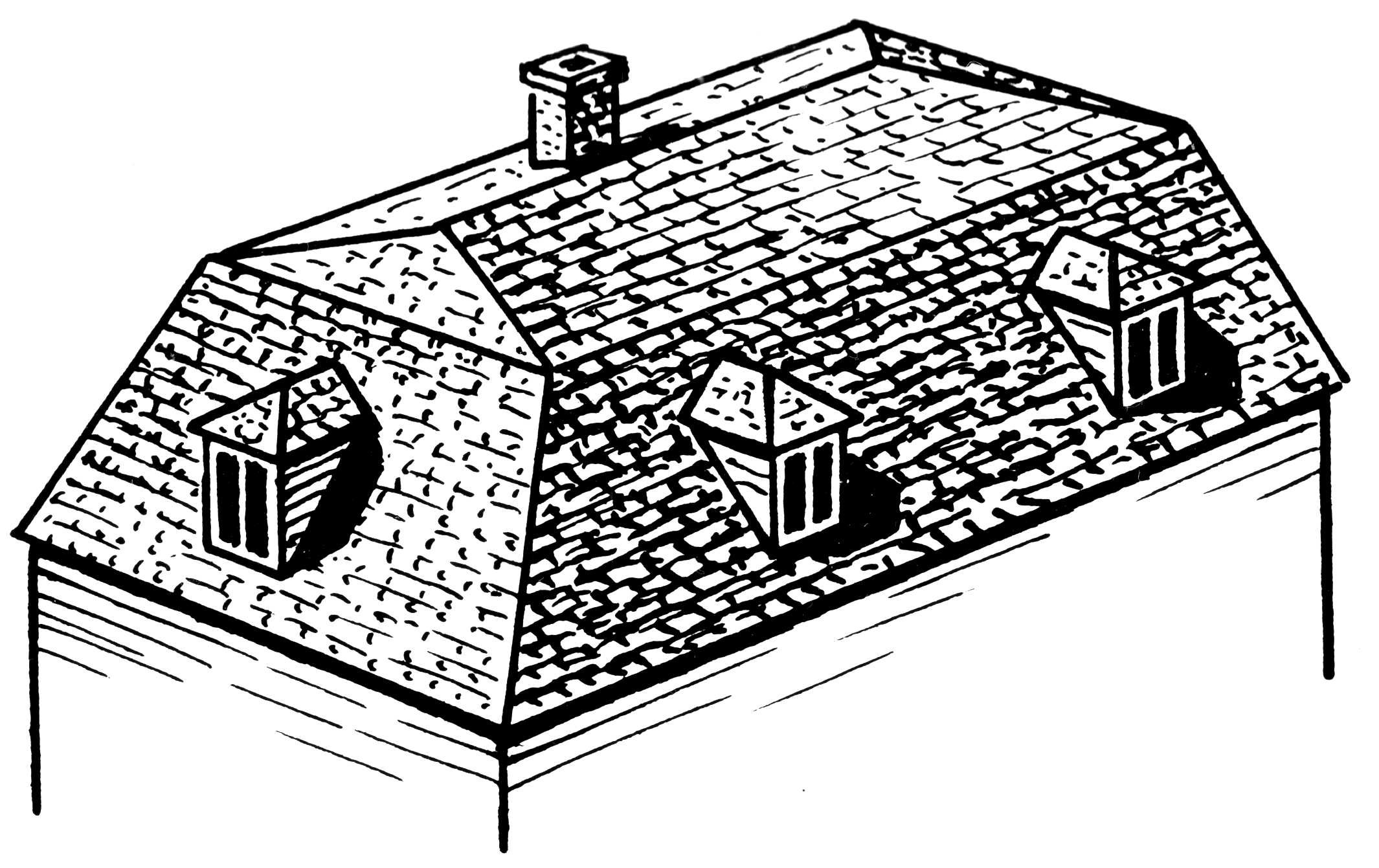
Mansardová střecha s vikýři
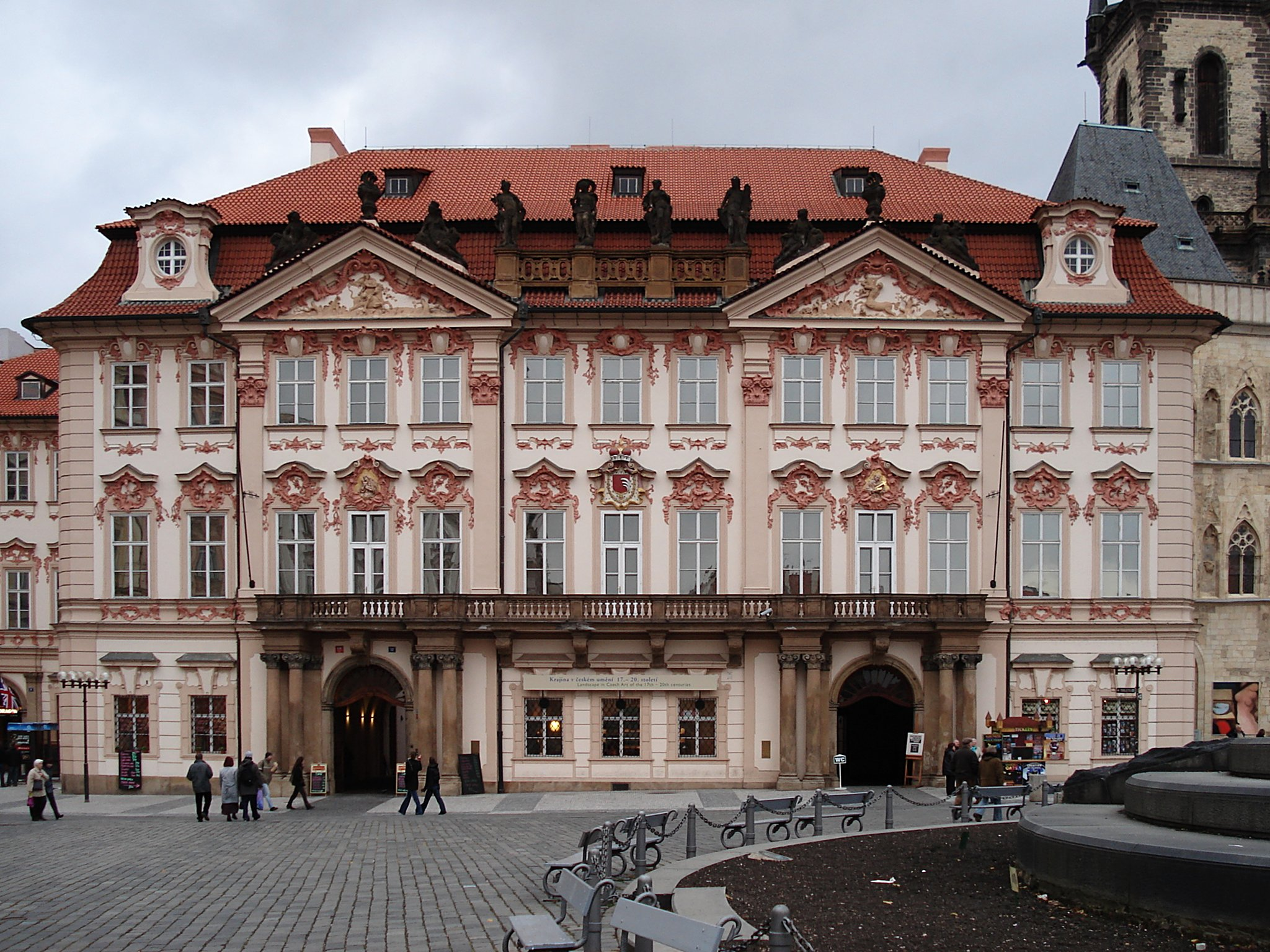
Palác Kinských v Praze s mansardovou střechou
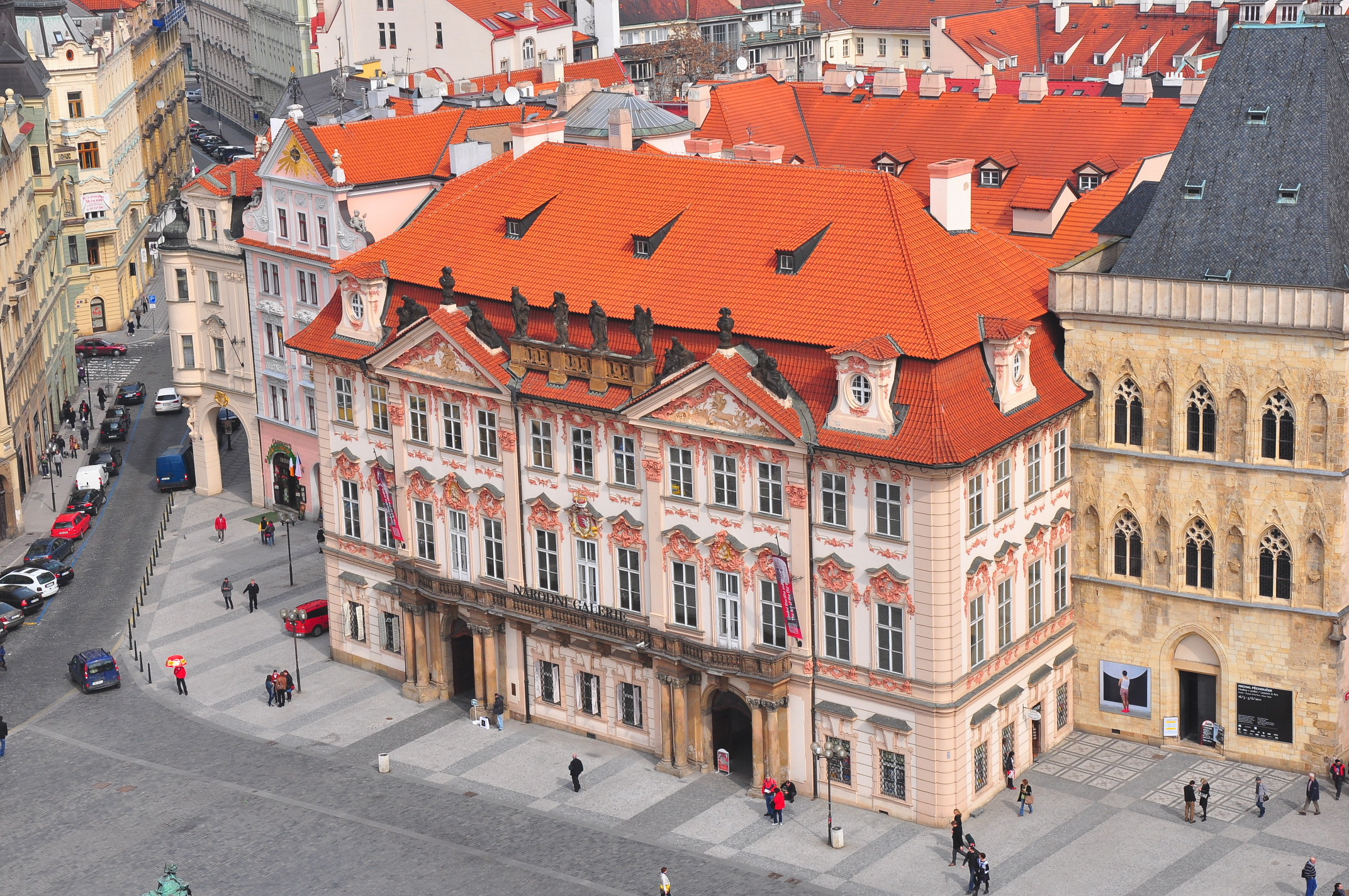
Palác Kinských v Praze
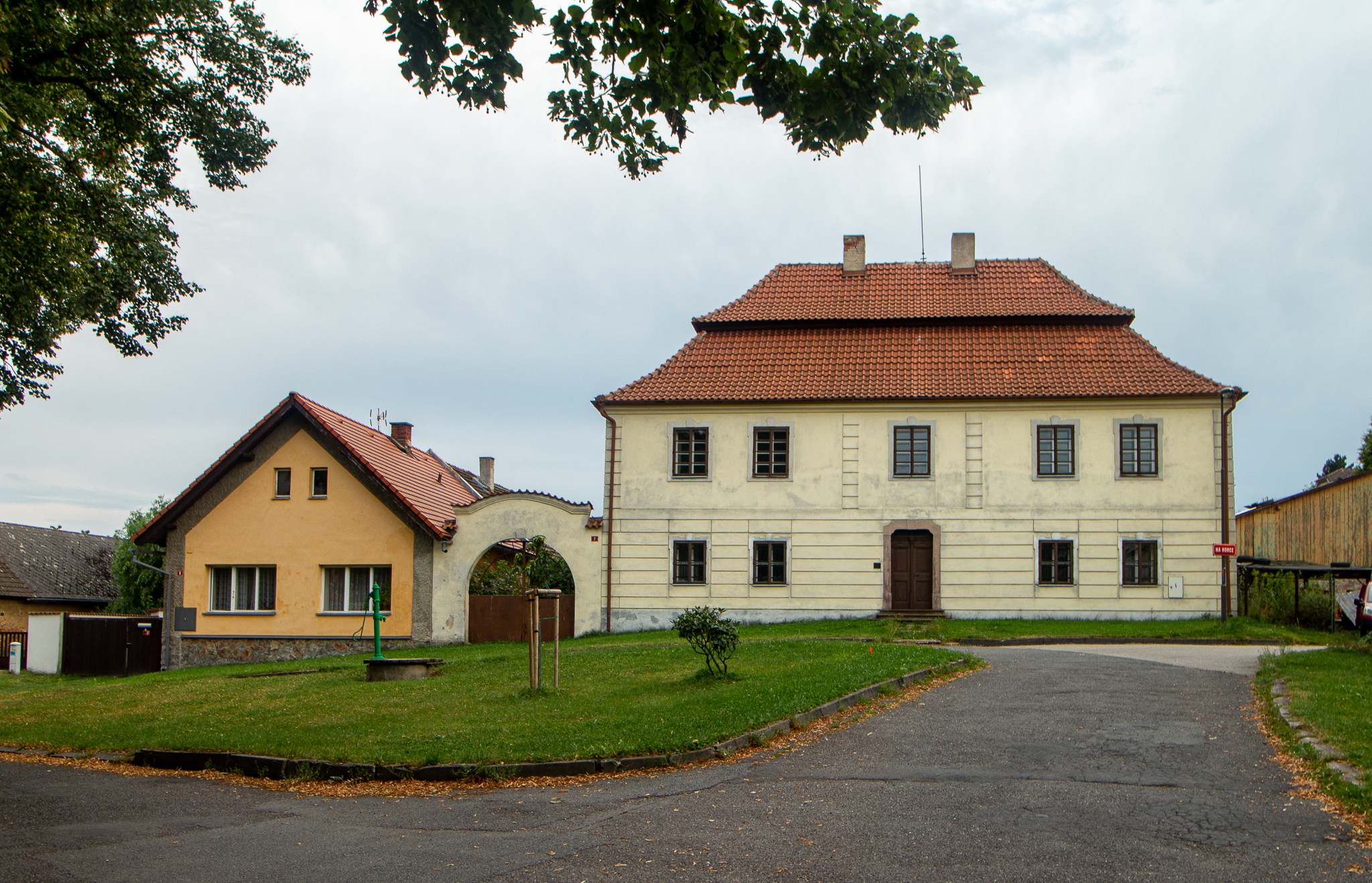
Fara v Ondřejově (1778)
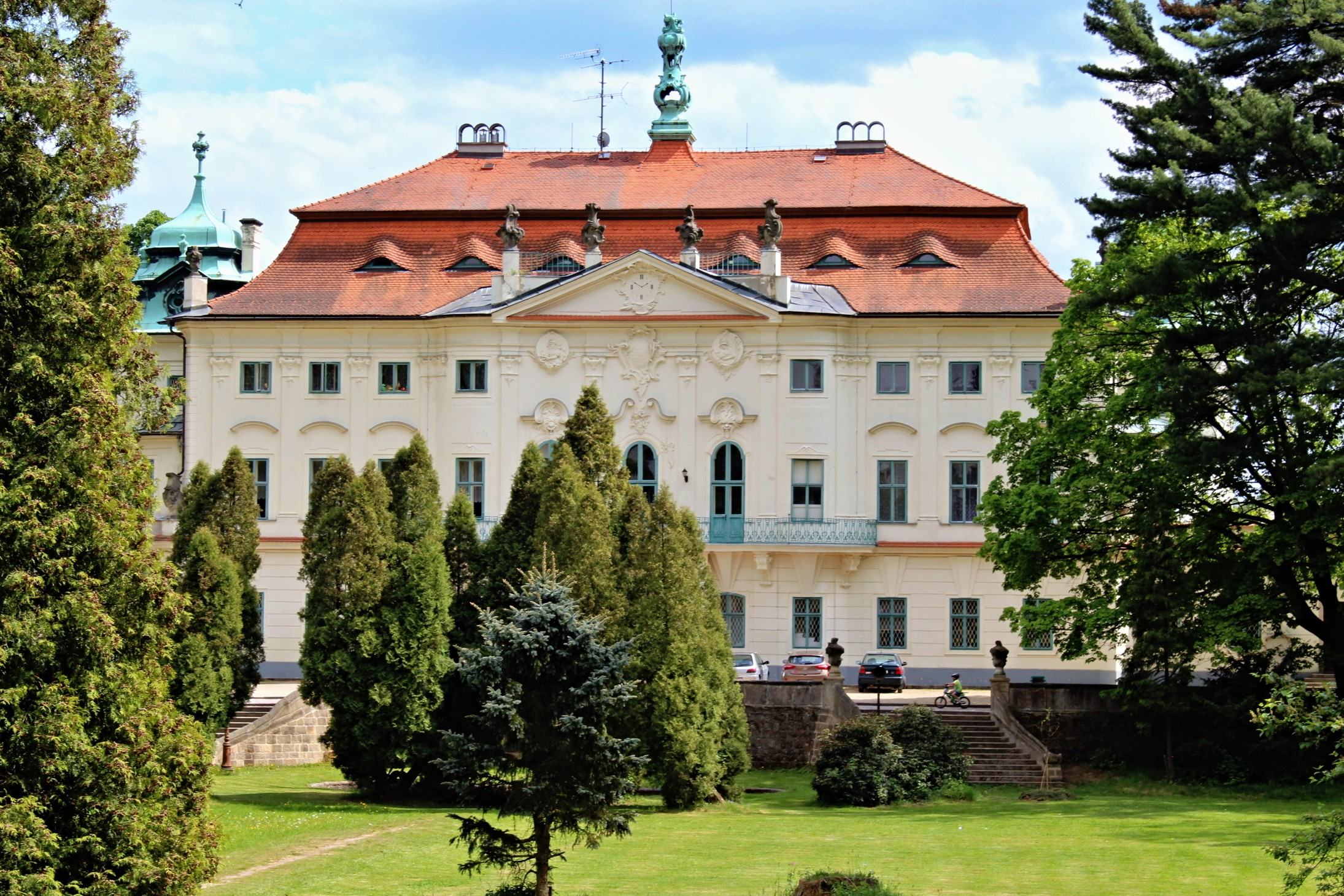
Zámek Nový Falkenburk v Jablonném v Podještědí